# Orogeneză
Orogeneza reprezintă un complex de procese tectonice cu durată îndelungată (de ordinul sutelor de milioane de ani), produse în zonele mobile ale scoarței terestre și care au ca rezultat:
- În sensul cel mai larg: geneza reliefului[1]
- În sens comun: nașterea lanțurilor de munți[1][2].

## Cauze și efecte
Orogeneza poate fi efect al coliziunilor plăcilor tectonice sau al activității vulcanice. Adesea structurile de roci implicate în  orogeneză sunt deformate și/sau metamorfozate, iar unele aflate la adâncimi mari pot fi împinse la suprafață.

## Manifestări fizice
Cea mai importantă manifestare este reprezentată de apariția lanțurilor de munți. Acest proces are două faze: tectogeneza (structogeneza), care reprezintă cutarea sedimentelor dintr-un geosinclinal și, morfogeneza, care reprezintă înălțarea sedimentelor și a fundului geosinclinalului peste nivelul mării.
Orogenul diferă de lanțul muntos prin faptul că poate să fie erodat aproape complet. El poate fi identificat doar prin studiul geologic al rocilor supuse anterior proceselor orogenetice. Orogenele sunt de obicei benzi lungi și înguste de roci cu structură liniară pronunțată - rezultând suprafețe sau blocuri de rocă deformată.
Centurile orogenice sunt constituite din lungi fâșii de rocă paralele, cu caracteristici similare. Ele se asociază cu zonele de subducție.

## Perioade orogenetice
În istoria geologică a Terrei au existat mai multe perioade orogenetice:
- Orogenezele Precambriene: Lawrentiană, Algomiană și Assyntică.
- Orogeneza Caledoniană  (sau Baikaliană) din Silurian (perioadă a Paleozoicului) - în România Podișul Casimcei
- Orogeneza Hercinică din Carbonifer (perioadă a Paleozoicului) - în România Munții Măcinului
- Orogeneza alpină din Cretacic (perioadă a Mezozoicului) - în România Munții Carpați